# IBU-Cup 2014/15
Der IBU-Cup 2014/15 wurde zwischen dem 28. November 2014 und dem 7. März 2015 ausgetragen. Die Wettkämpfe waren international besetzt und nach dem Biathlon-Weltcup 2014/15 die zweithöchste Wettkampfserie im Biathlon. Titelverteidiger der Gesamtwertung waren Alexei Slepow bei den Männern und Anastassija Sagoruiko bei den Frauen. Ihre Nachfolger wurden Florian Graf und Anna Nikulina.

## Frauen

### Resultate
| 1. IBU-Cup in Beitostølen, 28. November 2014 – 30. November 2014 | 1. IBU-Cup in Beitostølen, 28. November 2014 – 30. November 2014 | 1. IBU-Cup in Beitostølen, 28. November 2014 – 30. November 2014 | 1. IBU-Cup in Beitostølen, 28. November 2014 – 30. November 2014 | 1. IBU-Cup in Beitostølen, 28. November 2014 – 30. November 2014 |
| ---------------------------------------------------------------- | ---------------------------------------------------------------- | ---------------------------------------------------------------- | ---------------------------------------------------------------- | ---------------------------------------------------------------- |
| Datum                                                            | Disziplin                                                        | Erster Platz                                                     | Zweiter Platz                                                    | Dritter Platz                                                    |
| 29. November 2014 (Sa.)                                          | Sprint (7,5 km)                                                  | Weronika Nowakowska-Ziemniak                                     | Bente Landheim                                                   | Fuyuko Suzuki                                                    |
| 30. November 2014 (So.)                                          | Sprint (7,5 km)                                                  | Jewgenija Wolkowa                                                | Justine Braisaz                                                  | Iryna Kryuko                                                     |

| 2. IBU-Cup in Martell, 12. Dezember 2014 – 14. Dezember 2014 | 2. IBU-Cup in Martell, 12. Dezember 2014 – 14. Dezember 2014 | 2. IBU-Cup in Martell, 12. Dezember 2014 – 14. Dezember 2014                                              | 2. IBU-Cup in Martell, 12. Dezember 2014 – 14. Dezember 2014                                              | 2. IBU-Cup in Martell, 12. Dezember 2014 – 14. Dezember 2014                                              |
| ------------------------------------------------------------ | ------------------------------------------------------------ | --- | --- | --- |
| Datum                                                        | Disziplin                                                    | Erster Platz                                                                                              | Zweiter Platz                                                                                             | Dritter Platz                                                                                             |
| 13. Dezember 2014 (Sa.)                                      | Sprint (10 km)                                               | Wettkampf wegen Schneemangel als zusätzliches Rennen verlegt nach Obertilliach auf den 17. Dezember 2014. | Wettkampf wegen Schneemangel als zusätzliches Rennen verlegt nach Obertilliach auf den 17. Dezember 2014. | Wettkampf wegen Schneemangel als zusätzliches Rennen verlegt nach Obertilliach auf den 17. Dezember 2014. |
| 14. Dezember 2014 (So.)                                      | Verfolgung (12,5 km)                                         | Wettkampf wegen Schneemangel als zusätzliches Rennen verlegt nach Duszniki-Zdrój auf den 11. Januar 2015. | Wettkampf wegen Schneemangel als zusätzliches Rennen verlegt nach Duszniki-Zdrój auf den 11. Januar 2015. | Wettkampf wegen Schneemangel als zusätzliches Rennen verlegt nach Duszniki-Zdrój auf den 11. Januar 2015. |

| 3. IBU-Cup in Obertilliach, 16. Dezember 2014 – 20. Dezember 2014 | 3. IBU-Cup in Obertilliach, 16. Dezember 2014 – 20. Dezember 2014 | 3. IBU-Cup in Obertilliach, 16. Dezember 2014 – 20. Dezember 2014 | 3. IBU-Cup in Obertilliach, 16. Dezember 2014 – 20. Dezember 2014 | 3. IBU-Cup in Obertilliach, 16. Dezember 2014 – 20. Dezember 2014 |
| ----------------------------------------------------------------- | ----------------------------------------------------------------- | ----------------------------------------------------------------- | ----------------------------------------------------------------- | ----------------------------------------------------------------- |
| Datum                                                             | Disziplin                                                         | Erster Platz                                                      | Zweiter Platz                                                     | Dritter Platz                                                     |
| 16. Dezember 2014 (Di.)                                           | Einzel (15 km)                                                    | Tina Bachmann                                                     | Iryna Warwynez                                                    | Darja Jurkewitsch                                                 |
| 17. Dezember 2014 (Mi.)                                           | Sprint (7,5 km)                                                   | Federica Sanfilippo                                               | Anastassija Merkuschyna                                           | Anna Schtscherbinina                                              |
| 19. Dezember 2014 (Fr.)                                           | Sprint (7,5 km)                                                   | Iryna Warwynez                                                    | Federica Sanfilippo                                               | Anna Nikulina                                                     |

| 4. IBU-Cup in Duszniki-Zdrój, 9. Januar 2015 – 11. Januar 2015 | 4. IBU-Cup in Duszniki-Zdrój, 9. Januar 2015 – 11. Januar 2015 | 4. IBU-Cup in Duszniki-Zdrój, 9. Januar 2015 – 11. Januar 2015 | 4. IBU-Cup in Duszniki-Zdrój, 9. Januar 2015 – 11. Januar 2015 | 4. IBU-Cup in Duszniki-Zdrój, 9. Januar 2015 – 11. Januar 2015 |
| -------------------------------------------------------------- | -------------------------------------------------------------- | -------------------------------------------------------------- | -------------------------------------------------------------- | -------------------------------------------------------------- |
| Datum                                                          | Disziplin                                                      | Erster Platz                                                   | Zweiter Platz                                                  | Dritter Platz                                                  |
| 9. Januar 2015 (Fr.)                                           | Sprint (7,5 km)                                                | Irina Trussowa                                                 | Anna Nikulina                                                  | Jekaterina Jurlowa                                             |
| 10. Januar 2015 (Sa.)                                          | Sprint (7,5 km)                                                | Miriam Gössner                                                 | Olga Jakuschowa                                                | Nadine Horchler                                                |
| 11. Januar 2015 (So.)                                          | Verfolgung (10 km)                                             | Wettkampf wegen widriger Wetterbedingungen abgesagt.           | Wettkampf wegen widriger Wetterbedingungen abgesagt.           | Wettkampf wegen widriger Wetterbedingungen abgesagt.           |

| Langdorf, 15. Januar 2015 – 18. Januar 2015 | Langdorf, 15. Januar 2015 – 18. Januar 2015 | Langdorf, 15. Januar 2015 – 18. Januar 2015                                    | Langdorf, 15. Januar 2015 – 18. Januar 2015                                    | Langdorf, 15. Januar 2015 – 18. Januar 2015                                    |
| ------------------------------------------- | ------------------------------------------- | ------------------------------------------------------------------------------ | ------------------------------------------------------------------------------ | ------------------------------------------------------------------------------ |
| Datum                                       | Disziplin                                   | Erster Platz                                                                   | Zweiter Platz                                                                  | Dritter Platz                                                                  |
| 16. Januar 2015 (Fr.)                       | Sprint (7,5 km)                             | Wettkämpfe wegen widriger Wetterbedingungen abgesagt und nach Ridnaun verlegt. | Wettkämpfe wegen widriger Wetterbedingungen abgesagt und nach Ridnaun verlegt. | Wettkämpfe wegen widriger Wetterbedingungen abgesagt und nach Ridnaun verlegt. |
| 17. Januar 2015 (Sa.)                       | Verfolgung (10 km)                          | Wettkämpfe wegen widriger Wetterbedingungen abgesagt und nach Ridnaun verlegt. | Wettkämpfe wegen widriger Wetterbedingungen abgesagt und nach Ridnaun verlegt. | Wettkämpfe wegen widriger Wetterbedingungen abgesagt und nach Ridnaun verlegt. |

| 5. IBU-Cup in Ridnaun, 15. Januar 2015 – 18. Januar 2015 | 5. IBU-Cup in Ridnaun, 15. Januar 2015 – 18. Januar 2015 | 5. IBU-Cup in Ridnaun, 15. Januar 2015 – 18. Januar 2015 | 5. IBU-Cup in Ridnaun, 15. Januar 2015 – 18. Januar 2015 | 5. IBU-Cup in Ridnaun, 15. Januar 2015 – 18. Januar 2015 |
| -------------------------------------------------------- | -------------------------------------------------------- | -------------------------------------------------------- | -------------------------------------------------------- | -------------------------------------------------------- |
| Datum                                                    | Disziplin                                                | Erster Platz                                             | Zweiter Platz                                            | Dritter Platz                                            |
| 16. Januar 2015 (Fr.)                                    | Sprint (7,5 km)                                          | Miriam Gössner                                           | Jekaterina Jurlowa                                       | Olga Jakuschowa                                          |
| 17. Januar 2015 (Sa.)                                    | Verfolgung (10 km)                                       | Miriam Gössner                                           | Jekaterina Jurlowa                                       | Coline Varcin                                            |

| Biathlon-Europameisterschaften in Otepää, 28. Januar – 3. Februar 2015 | Biathlon-Europameisterschaften in Otepää, 28. Januar – 3. Februar 2015 | Biathlon-Europameisterschaften in Otepää, 28. Januar – 3. Februar 2015    | Biathlon-Europameisterschaften in Otepää, 28. Januar – 3. Februar 2015     | Biathlon-Europameisterschaften in Otepää, 28. Januar – 3. Februar 2015 |
| ---------------------------------------------------------------------- | ---------------------------------------------------------------------- | ------------------------------------------------------------------------- | -------------------------------------------------------------------------- | ---------------------------------------------------------------------- |
| Datum                                                                  | Disziplin                                                              | Erster Platz                                                              | Zweiter Platz                                                              | Dritter Platz                                                          |
| 29. Januar 2015 (Do.)                                                  | Einzel (15 km)                                                         | Luminița Pișcoran                                                         | Christina Rieder                                                           | Jekaterina Jurlowa                                                     |
| 31. Januar 2015 (Sa.)                                                  | Sprint (7,5 km)                                                        | Coline Varcin                                                             | Weronika Nowakowska-Ziemniak                                               | Jekaterina Schumilowa                                                  |
| 1. Februar 2015 (So.)                                                  | Verfolgung (10 km)                                                     | Jekaterina Schumilowa                                                     | Iryna Warwynez                                                             | Jekaterina Jurlowa                                                     |
| 3. Februar 2015 (Di.)                                                  | Staffel (4 × 6 km)                                                     | UkraineJulija Dschyma Natalija Burdyha Walentyna Semerenko Iryna Warwynez | DeutschlandAnnika Knoll Tina Bachmann Maren Hammerschmidt Karolin Horchler | FrankreichAnaïs Chevalier Chloé Chevalier Julia Simon Coline Varcin    |

| 6. IBU-Cup in Osrblie, 6. Februar 2015 – 8. Februar 2015 | 6. IBU-Cup in Osrblie, 6. Februar 2015 – 8. Februar 2015 | 6. IBU-Cup in Osrblie, 6. Februar 2015 – 8. Februar 2015 | 6. IBU-Cup in Osrblie, 6. Februar 2015 – 8. Februar 2015 | 6. IBU-Cup in Osrblie, 6. Februar 2015 – 8. Februar 2015 |
| -------------------------------------------------------- | -------------------------------------------------------- | -------------------------------------------------------- | -------------------------------------------------------- | -------------------------------------------------------- |
| Datum                                                    | Disziplin                                                | Erster Platz                                             | Zweiter Platz                                            | Dritter Platz                                            |
| 7. Februar 2015 (Sa.)                                    | Sprint (7,5 km)                                          | Galina Netschkassowa                                     | Olga Jakuschowa                                          | Synnøve Solemdal                                         |
| 8. Februar 2015 (So.)                                    | Verfolgung (10 km)                                       | Karolin Horchler                                         | Galina Netschkassowa                                     | Olga Jakuschowa                                          |

| 7. IBU-Cup in Canmore, 27. Februar 2015 – 1. März 2015 | 7. IBU-Cup in Canmore, 27. Februar 2015 – 1. März 2015 | 7. IBU-Cup in Canmore, 27. Februar 2015 – 1. März 2015 | 7. IBU-Cup in Canmore, 27. Februar 2015 – 1. März 2015 | 7. IBU-Cup in Canmore, 27. Februar 2015 – 1. März 2015 |
| ------------------------------------------------------ | ------------------------------------------------------ | ------------------------------------------------------ | ------------------------------------------------------ | ------------------------------------------------------ |
| Datum                                                  | Disziplin                                              | Erster Platz                                           | Zweiter Platz                                          | Dritter Platz                                          |
| 28. Februar 2015 (Sa.)                                 | Sprint (7,5 km)                                        | Karolin Horchler                                       | Emma Lunder                                            | Marine Bolliet                                         |
| 1. März 2015 (So.)                                     | Sprint (7,5 km)                                        | Karolin Horchler                                       | Zina Kocher                                            | Marine Bolliet                                         |

| 8. IBU-Cup in Canmore, 3. März 2015 – 7. März 2015 | 8. IBU-Cup in Canmore, 3. März 2015 – 7. März 2015 | 8. IBU-Cup in Canmore, 3. März 2015 – 7. März 2015 | 8. IBU-Cup in Canmore, 3. März 2015 – 7. März 2015 | 8. IBU-Cup in Canmore, 3. März 2015 – 7. März 2015 |
| -------------------------------------------------- | -------------------------------------------------- | -------------------------------------------------- | -------------------------------------------------- | -------------------------------------------------- |
| Datum                                              | Disziplin                                          | Erster Platz                                       | Zweiter Platz                                      | Dritter Platz                                      |
| 4. März 2015 (Mi.)                                 | Einzel (15 km)                                     | Karolin Horchler                                   | Kaia Wøien Nicolaisen                              | Marine Bolliet                                     |
| 6. März 2015 (Fr.)                                 | Sprint (7,5 km)                                    | Anna Nikulina                                      | Karolin Horchler                                   | Marine Bolliet                                     |

### Wertungen
| Rang | Land                 | Punkte | Siege |
| ---- | -------------------- | ------ | ----- |
| 01   | Anna Nikulina        | 516    | 1     |
| 02   | Karolin Horchler     | 492    | 4     |
| 03   | Olga Jakuschowa      | 451    |       |
| 04   | Galina Netschkassowa | 409    | 1     |
| 05   | Tatjana Semjonowa    | 389    |       |
| 06   | Anaïs Chevalier      | 365    |       |
| 07   | Bente Landheim       | 349    |       |
| 08   | Miriam Gössner       | 348    | 3     |
| 09   | Alexia Runggaldier   | 346    |       |
| 10   | Thekla Brun-Lie      | 343    |       |

| Rang | Land                  | Punkte | Siege |
| ---- | --------------------- | ------ | ----- |
| 11   | Tina Bachmann         | 314    | 1     |
| 12   | Jekaterina Jurlowa    | 308    |       |
| 13   | Kaia Wøien Nicolaisen | 288    |       |
| 14   | Lea Johanidesová      | 282    |       |
| 15   | Chloé Chevalier       | 280    |       |
| 16   | Nadine Horchler       | 255    |       |
| 17   | Iryna Warwynez        | 254    | 1     |
| 18   | Lucie Charvátová      | 251    |       |
| 19   | Annika Knoll          | 249    |       |
| 20   | Federica Sanfilippo   | 244    | 1     |

| Rang | Land                 | Punkte | Siege |
| ---- | -------------------- | ------ | ----- |
| 01   | Christina Rieder     | 103    |       |
| 02   | Lea Johanidesová     | 92     |       |
| 03   | Tina Bachmann        | 89     | 1     |
| 04   | Anaïs Chevalier      | 83     |       |
| 05   | Karolin Horchler     | 80     | 1     |
| 06   | Darja Jurkewitsch    | 76     |       |
| 07   | Iryna Warwynez       | 75     |       |
| 08   | Galina Netschkassowa | 70     |       |
| 09   | Alexia Runggaldier   | 68     |       |
| 10   | Susanne Hoffmann     | 62     |       |

| Rang | Land                 | Punkte | Siege |
| ---- | -------------------- | ------ | ----- |
| 01   | Anna Nikulina        | 416    | 1     |
| 02   | Olga Jakuschowa      | 337    |       |
| 03   | Karolin Horchler     | 314    | 2     |
| 04   | Galina Netschkassowa | 265    | 1     |
| 05   | Bente Landheim       | 260    |       |
| 06   | Miriam Gössner       | 258    | 2     |
| 07   | Thekla Brun-Lie      | 244    |       |
| 08   | Tatjana Semjonowa    | 236    |       |
| 09   | Anaïs Chevalier      | 218    |       |
| 10   | Federica Sanfilippo  | 212    | 1     |

| Rang | Land                 | Punkte | Siege |
| ---- | -------------------- | ------ | ----- |
| 01   | Jekaterina Jurlowa   | 102    |       |
| 02   | Karolin Horchler     | 98     | 1     |
| 03   | Tatjana Semjonowa    | 97     |       |
| 04   | Alexia Runggaldier   | 81     |       |
| 05   | Annika Knoll         | 81     |       |
| 06   | Olga Jakuschowa      | 78     |       |
| 07   | Coline Varcin        | 76     |       |
| 08   | Galina Netschkassowa | 74     |       |
| 09   | Thekla Brun-Lie      | 65     |       |
| 10   | Anaïs Chevalier      | 64     |       |

| Rang | Land        | Punkte | Siege |
| ---- | ----------- | ------ | ----- |
| 01   | Russland    | 6728   | 4     |
| 02   | Deutschland | 6578   | 7     |
| 03   | Norwegen    | 6178   | 1     |
| 04   | Tschechien  | 5599   |       |
| 05   | Frankreich  | 5330   | 2     |
| 06   | Österreich  | 5288   |       |
| 07   | Schweiz     | 4658   |       |
| 08   | Belarus     | 4205   |       |
| 09   | Ukraine     | 4074   | 2     |
| 10   | Polen       | 3969   | 1     |

## Männer

### Resultate
| 1. IBU-Cup in Beitostølen, 28. November 2014 – 30. November 2014 | 1. IBU-Cup in Beitostølen, 28. November 2014 – 30. November 2014 | 1. IBU-Cup in Beitostølen, 28. November 2014 – 30. November 2014 | 1. IBU-Cup in Beitostølen, 28. November 2014 – 30. November 2014 | 1. IBU-Cup in Beitostølen, 28. November 2014 – 30. November 2014 |
| ---------------------------------------------------------------- | ---------------------------------------------------------------- | ---------------------------------------------------------------- | ---------------------------------------------------------------- | ---------------------------------------------------------------- |
| Datum                                                            | Disziplin                                                        | Erster Platz                                                     | Zweiter Platz                                                    | Dritter Platz                                                    |
| 29. November 2014 (Sa.)                                          | Sprint (10 km)                                                   | Andrejs Rastorgujevs                                             | Lars Berger                                                      | Michael Willeitner                                               |
| 30. November 2014 (So.)                                          | Sprint (10 km)                                                   | Florian Graf                                                     | Alexei Slepow                                                    | Henrik L’Abée-Lund                                               |

| 2. IBU-Cup in Martell, 12. Dezember 2014 – 14. Dezember 2014 | 2. IBU-Cup in Martell, 12. Dezember 2014 – 14. Dezember 2014 | 2. IBU-Cup in Martell, 12. Dezember 2014 – 14. Dezember 2014                                                 | 2. IBU-Cup in Martell, 12. Dezember 2014 – 14. Dezember 2014                                                 | 2. IBU-Cup in Martell, 12. Dezember 2014 – 14. Dezember 2014                                                 |
| ------------------------------------------------------------ | ------------------------------------------------------------ | --- | --- | --- |
| Datum                                                        | Disziplin                                                    | Erster Platz                                                                                                 | Zweiter Platz                                                                                                | Dritter Platz                                                                                                |
| 13. Dezember 2014 (Sa.)                                      | Sprint (10 km)                                               | Wettkampf wegen Schneemangel als zusätzliches Rennen verschoben nach Obertilliach auf den 19. Dezember 2014. | Wettkampf wegen Schneemangel als zusätzliches Rennen verschoben nach Obertilliach auf den 19. Dezember 2014. | Wettkampf wegen Schneemangel als zusätzliches Rennen verschoben nach Obertilliach auf den 19. Dezember 2014. |
| 14. Dezember 2014 (So.)                                      | Verfolgung (12,5 km)                                         | Wettkampf wegen Schneemangel als zusätzliches Rennen verschoben nach Duszniki-Zdrój auf den 11. Januar 2015. | Wettkampf wegen Schneemangel als zusätzliches Rennen verschoben nach Duszniki-Zdrój auf den 11. Januar 2015. | Wettkampf wegen Schneemangel als zusätzliches Rennen verschoben nach Duszniki-Zdrój auf den 11. Januar 2015. |

| 3. IBU-Cup in Obertilliach, 16. Dezember 2014 – 20. Dezember 2014 | 3. IBU-Cup in Obertilliach, 16. Dezember 2014 – 20. Dezember 2014 | 3. IBU-Cup in Obertilliach, 16. Dezember 2014 – 20. Dezember 2014 | 3. IBU-Cup in Obertilliach, 16. Dezember 2014 – 20. Dezember 2014 | 3. IBU-Cup in Obertilliach, 16. Dezember 2014 – 20. Dezember 2014 |
| ----------------------------------------------------------------- | ----------------------------------------------------------------- | ----------------------------------------------------------------- | ----------------------------------------------------------------- | ----------------------------------------------------------------- |
| Datum                                                             | Disziplin                                                         | Erster Platz                                                      | Zweiter Platz                                                     | Dritter Platz                                                     |
| 16. Dezember 2014 (Di.)                                           | Einzel (20 km)                                                    | Witalij Kiltschyzkyj                                              | Sven Grossegger                                                   | Pjotr Paschtschenko                                               |
| 17. Dezember 2014 (Mi.)                                           | Sprint (10 km)                                                    | Baptiste Jouty                                                    | Benedikt Doll                                                     | Antonin Guigonnat                                                 |
| 19. Dezember 2014 (Fr.)                                           | Sprint (10 km)                                                    | Baptiste Jouty                                                    | Florian Graf                                                      | Scott Gow                                                         |

| 4. IBU-Cup in Duszniki-Zdrój, 9. Januar 2015 – 11. Januar 2015 | 4. IBU-Cup in Duszniki-Zdrój, 9. Januar 2015 – 11. Januar 2015 | 4. IBU-Cup in Duszniki-Zdrój, 9. Januar 2015 – 11. Januar 2015 | 4. IBU-Cup in Duszniki-Zdrój, 9. Januar 2015 – 11. Januar 2015 | 4. IBU-Cup in Duszniki-Zdrój, 9. Januar 2015 – 11. Januar 2015 |
| -------------------------------------------------------------- | -------------------------------------------------------------- | -------------------------------------------------------------- | -------------------------------------------------------------- | -------------------------------------------------------------- |
| Datum                                                          | Disziplin                                                      | Erster Platz                                                   | Zweiter Platz                                                  | Dritter Platz                                                  |
| 9. Januar 2015 (Fr.)                                           | Einzel (20 km)                                                 | Florian Graf                                                   | Alexei Slepow                                                  | Matwei Jelissejew                                              |
| 10. Januar 2015 (Sa.)                                          | Sprint (10 km)                                                 | Johannes Kühn                                                  | Henrik L’Abée-Lund                                             | Matwei Jelissejew                                              |
| 11. Januar 2015 (So.)                                          | Verfolgung (12,5 km)                                           | Wettkampf wegen widriger Wetterbedingungen abgesagt.           | Wettkampf wegen widriger Wetterbedingungen abgesagt.           | Wettkampf wegen widriger Wetterbedingungen abgesagt.           |

| Langdorf, 15. Januar 2015 – 18. Januar 2015 | Langdorf, 15. Januar 2015 – 18. Januar 2015 | Langdorf, 15. Januar 2015 – 18. Januar 2015                                    | Langdorf, 15. Januar 2015 – 18. Januar 2015                                    | Langdorf, 15. Januar 2015 – 18. Januar 2015                                    |
| ------------------------------------------- | ------------------------------------------- | ------------------------------------------------------------------------------ | ------------------------------------------------------------------------------ | ------------------------------------------------------------------------------ |
| Datum                                       | Disziplin                                   | Erster Platz                                                                   | Zweiter Platz                                                                  | Dritter Platz                                                                  |
| 16. Januar 2015 (Fr.)                       | Sprint (10 km)                              | Wettkämpfe wegen widriger Wetterbedingungen abgesagt und nach Ridnaun verlegt. | Wettkämpfe wegen widriger Wetterbedingungen abgesagt und nach Ridnaun verlegt. | Wettkämpfe wegen widriger Wetterbedingungen abgesagt und nach Ridnaun verlegt. |
| 17. Januar 2015 (Sa.)                       | Verfolgung (12,5 km)                        | Wettkämpfe wegen widriger Wetterbedingungen abgesagt und nach Ridnaun verlegt. | Wettkämpfe wegen widriger Wetterbedingungen abgesagt und nach Ridnaun verlegt. | Wettkämpfe wegen widriger Wetterbedingungen abgesagt und nach Ridnaun verlegt. |

| 5. IBU-Cup in Ridnaun, 15. Januar 2015 – 18. Januar 2015 | 5. IBU-Cup in Ridnaun, 15. Januar 2015 – 18. Januar 2015 | 5. IBU-Cup in Ridnaun, 15. Januar 2015 – 18. Januar 2015 | 5. IBU-Cup in Ridnaun, 15. Januar 2015 – 18. Januar 2015 | 5. IBU-Cup in Ridnaun, 15. Januar 2015 – 18. Januar 2015 |
| -------------------------------------------------------- | -------------------------------------------------------- | -------------------------------------------------------- | -------------------------------------------------------- | -------------------------------------------------------- |
| Datum                                                    | Disziplin                                                | Erster Platz                                             | Zweiter Platz                                            | Dritter Platz                                            |
| 16. Januar 2015 (Fr.)                                    | Sprint (10 km)                                           | Alexei Slepow                                            | Lars Helge Birkeland                                     | Matwei Jelissejew                                        |
| 17. Januar 2015 (Sa.)                                    | Verfolgung (12,5 km)                                     | Lars Helge Birkeland                                     | Alexei Slepow                                            | Matwei Jelissejew                                        |

| Biathlon-Europameisterschaften in Otepää, 28. Januar – 3. Februar 2015 | Biathlon-Europameisterschaften in Otepää, 28. Januar – 3. Februar 2015 | Biathlon-Europameisterschaften in Otepää, 28. Januar – 3. Februar 2015    | Biathlon-Europameisterschaften in Otepää, 28. Januar – 3. Februar 2015                  | Biathlon-Europameisterschaften in Otepää, 28. Januar – 3. Februar 2015       |
| ---------------------------------------------------------------------- | ---------------------------------------------------------------------- | ------------------------------------------------------------------------- | --------------------------------------------------------------------------------------- | ---------------------------------------------------------------------------- |
| Datum                                                                  | Disziplin                                                              | Erster Platz                                                              | Zweiter Platz                                                                           | Dritter Platz                                                                |
| 29. Januar 2015 (Do.)                                                  | Einzel (20 km)                                                         | Alexei Wolkow                                                             | Serhij Semenow                                                                          | Wladimir Iliew                                                               |
| 31. Januar 2015 (Sa.)                                                  | Sprint (10 km)                                                         | Alexei Slepow                                                             | Lars Helge Birkeland                                                                    | Antonin Guigonnat                                                            |
| 1. Februar 2015 (So.)                                                  | Verfolgung (12,5 km)                                                   | Alexei Slepow                                                             | Krassimir Anew                                                                          | Anton Babikow                                                                |
| 3. Februar 2015 (Di.)                                                  | Staffel (4 × 7,5 km) 1                                                 | UkraineArtem Tyschtschenko Serhij Semenow Artem Pryma Dmytro Pidrutschnyj | NorwegenHåvard Bogetveit Andreas Dahlø Wærnes Vegard Gjermundshaug Lars Helge Birkeland | BelarusUladsimir Tschapelin Dsmitryj Dsjuschau Dsmitryj Abascheu Jury Ljadau |

| 6. IBU-Cup in Osrblie, 6. Februar 2015 – 8. Februar 2015 | 6. IBU-Cup in Osrblie, 6. Februar 2015 – 8. Februar 2015 | 6. IBU-Cup in Osrblie, 6. Februar 2015 – 8. Februar 2015 | 6. IBU-Cup in Osrblie, 6. Februar 2015 – 8. Februar 2015 | 6. IBU-Cup in Osrblie, 6. Februar 2015 – 8. Februar 2015 |
| -------------------------------------------------------- | -------------------------------------------------------- | -------------------------------------------------------- | -------------------------------------------------------- | -------------------------------------------------------- |
| Datum                                                    | Disziplin                                                | Erster Platz                                             | Zweiter Platz                                            | Dritter Platz                                            |
| 7. Februar 2015 (Sa.)                                    | Sprint (10 km)                                           | Lars Helge Birkeland                                     | Johannes Kühn                                            | Alexei Kornew                                            |
| 8. Februar 2015 (So.)                                    | Verfolgung (12,5 km)                                     | Lars Helge Birkeland                                     | Johannes Kühn                                            | Florian Graf                                             |

| 7. IBU-Cup in Canmore, 27. Februar 2015 – 1. März 2015 | 7. IBU-Cup in Canmore, 27. Februar 2015 – 1. März 2015 | 7. IBU-Cup in Canmore, 27. Februar 2015 – 1. März 2015 | 7. IBU-Cup in Canmore, 27. Februar 2015 – 1. März 2015 | 7. IBU-Cup in Canmore, 27. Februar 2015 – 1. März 2015 |
| ------------------------------------------------------ | ------------------------------------------------------ | ------------------------------------------------------ | ------------------------------------------------------ | ------------------------------------------------------ |
| Datum                                                  | Disziplin                                              | Erster Platz                                           | Zweiter Platz                                          | Dritter Platz                                          |
| 28. Februar 2015 (Sa.)                                 | Sprint (10 km)                                         | Alexei Kornew                                          | Antonin Guigonnat                                      | Baptiste Jouty                                         |
| 1. März 2015 (So.)                                     | Sprint (10 km)                                         | Florian Graf                                           | Antonin Guigonnat                                      | Christoph Stephan                                      |

| 8. IBU-Cup in Canmore, 3. März 2015 – 7. März 2015 | 8. IBU-Cup in Canmore, 3. März 2015 – 7. März 2015 | 8. IBU-Cup in Canmore, 3. März 2015 – 7. März 2015 | 8. IBU-Cup in Canmore, 3. März 2015 – 7. März 2015 | 8. IBU-Cup in Canmore, 3. März 2015 – 7. März 2015 |
| -------------------------------------------------- | -------------------------------------------------- | -------------------------------------------------- | -------------------------------------------------- | -------------------------------------------------- |
| Datum                                              | Disziplin                                          | Erster Platz                                       | Zweiter Platz                                      | Dritter Platz                                      |
| 4. März 2015 (Mi.)                                 | Einzel (20 km)                                     | Matwei Jelissejew                                  | Christoph Stephan                                  | Vegard Gjermundshaug                               |
| 6. März 2015 (Fr.)                                 | Sprint (10 km)                                     | Christoph Stephan                                  | David Komatz                                       | Vegard Gjermundshaug                               |

### Wertungen
| Rang | Land                 | Punkte | Siege |
| ---- | -------------------- | ------ | ----- |
| 01   | Florian Graf         | 628    | 3     |
| 02   | Antonin Guigonnat    | 522    |       |
| 03   | Vegard Gjermundshaug | 507    |       |
| 04   | Johannes Kühn        | 503    | 1     |
| 05   | Christoph Stephan    | 501    | 1     |
| 06   | Alexei Slepow        | 499    | 3     |
| 07   | Lars Helge Birkeland | 478    | 3     |
| 08   | Matthias Bischl      | 474    |       |
| 09   | Matwei Jelissejew    | 421    | 1     |
| 10   | Anton Babikow        | 391    |       |

| Rang | Land                 | Punkte | Siege |
| ---- | -------------------- | ------ | ----- |
| 11   | Baptiste Jouty       | 389    | 2     |
| 12   | Florent Claude       | 381    |       |
| 13   | Andreas Dahlø Wærnes | 346    |       |
| 14   | Matěj Krupčík        | 304    |       |
| 15   | Clément Dumont       | 295    |       |
| 16   | Håvard Bogetveit     | 295    |       |
| 17   | Michael Reiter       | 277    |       |
| 18   | Pjotr Paschtschenko  | 253    |       |
| 19   | Lorenz Wäger         | 248    |       |
| 20   | Alexei Kornew        | 212    | 1     |

| Rang | Land                 | Punkte | Siege |
| ---- | -------------------- | ------ | ----- |
| 01   | Clément Dumont       | 100    |       |
| 02   | Matwei Jelissejew    | 92     | 1     |
| 03   | Matthias Bischl      | 89     |       |
| 04   | Johannes Kühn        | 81     |       |
| 05   | Pjotr Paschtschenko  | 78     |       |
| 06   | Anton Babikow        | 77     |       |
| 07   | Antonin Guigonnat    | 65     |       |
| 08   | Witalij Kiltschyzkyj | 60     | 1     |
| 08   | Alexei Wolkow        | 60     | 1     |
| 10   | Lorenz Wäger         | 59     |       |

| Rang | Land                 | Punkte | Siege |
| ---- | -------------------- | ------ | ----- |
| 01   | Florian Graf         | 470    | 3     |
| 02   | Antonin Guigonnat    | 387    |       |
| 03   | Alexei Slepow        | 363    | 2     |
| 04   | Vegard Gjermundshaug | 355    |       |
| 05   | Christoph Stephan    | 330    | 1     |
| 06   | Johannes Kühn        | 319    | 1     |
| 07   | Baptiste Jouty       | 315    | 2     |
| 08   | Matthias Bischl      | 288    |       |
| 09   | Matwei Jelissejew    | 277    |       |
| 10   | Lars Helge Birkeland | 275    |       |

| Rang | Land                 | Punkte | Siege |
| ---- | -------------------- | ------ | ----- |
| 01   | Lars Helge Birkeland | 163    | 2     |
| 02   | Matwei Jelissejew    | 114    | 1     |
| 03   | Christoph Stephan    | 113    |       |
| 04   | Florian Graf         | 110    |       |
| 05   | Vegard Gjermundshaug | 104    |       |
| 06   | Johannes Kühn        | 103    |       |
| 07   | Matthias Bischl      | 97     |       |
| 08   | Håvard Bogetveit     | 79     |       |
| 09   | Antonin Guigonnat    | 70     |       |
| 10   | Florent Claude       | 69     |       |

| Rang | Land        | Punkte | Siege |
| ---- | ----------- | ------ | ----- |
| 01   | Deutschland | 6723   | 6     |
| 02   | Russland    | 6719   | 5     |
| 03   | Norwegen    | 6697   | 2     |
| 04   | Frankreich  | 6226   | 3     |
| 05   | Österreich  | 5770   |       |
| 06   | Italien     | 5185   |       |
| 07   | Tschechien  | 5068   |       |
| 08   | Schweiz     | 4631   |       |
| 09   | Ukraine     | 4600   | 2     |
| 10   | Rumänien    | 4285   |       |

## Mixed-Wettbewerbe
| 3. IBU-Cup in Obertilliach, 16. Dezember 2014 – 20. Dezember 2014 | 3. IBU-Cup in Obertilliach, 16. Dezember 2014 – 20. Dezember 2014 | 3. IBU-Cup in Obertilliach, 16. Dezember 2014 – 20. Dezember 2014             | 3. IBU-Cup in Obertilliach, 16. Dezember 2014 – 20. Dezember 2014      | 3. IBU-Cup in Obertilliach, 16. Dezember 2014 – 20. Dezember 2014      |
| ----------------------------------------------------------------- | ----------------------------------------------------------------- | ----------------------------------------------------------------------------- | ---------------------------------------------------------------------- | ---------------------------------------------------------------------- |
| Datum                                                             | Disziplin                                                         | Erster Platz                                                                  | Zweiter Platz                                                          | Dritter Platz                                                          |
| 20. Dezember 2014 (Sa.)                                           | Staffel (2 × 6 + 2 × 7,5 km)                                      | NorwegenThekla Brun-Lie Hilde Fenne Vegard Gjermundshaug Lars Helge Birkeland | DeutschlandAnnika Knoll Maren Hammerschmidt Florian Graf Benedikt Doll | FrankreichLena Arnaud Chloé Chevalier Baptiste Jouty Antonin Guigonnat |

| Langdorf, 15. Januar 2015 – 18. Januar 2015 | Langdorf, 15. Januar 2015 – 18. Januar 2015 | Langdorf, 15. Januar 2015 – 18. Januar 2015                                   | Langdorf, 15. Januar 2015 – 18. Januar 2015                                   | Langdorf, 15. Januar 2015 – 18. Januar 2015                                   |
| ------------------------------------------- | ------------------------------------------- | ----------------------------------------------------------------------------- | ----------------------------------------------------------------------------- | ----------------------------------------------------------------------------- |
| Datum                                       | Disziplin                                   | Erster Platz                                                                  | Zweiter Platz                                                                 | Dritter Platz                                                                 |
| 18. Januar 2015 (So.)                       | Staffel (2 × 6 + 2 × 7,5 km)                | Wettkampf wegen widriger Wetterbedingungen abgesagt und nach Ridnaun verlegt. | Wettkampf wegen widriger Wetterbedingungen abgesagt und nach Ridnaun verlegt. | Wettkampf wegen widriger Wetterbedingungen abgesagt und nach Ridnaun verlegt. |

| 5. IBU-Cup in Ridnaun, 15. Januar 2015 – 18. Januar 2015 | 5. IBU-Cup in Ridnaun, 15. Januar 2015 – 18. Januar 2015 | 5. IBU-Cup in Ridnaun, 15. Januar 2015 – 18. Januar 2015                 | 5. IBU-Cup in Ridnaun, 15. Januar 2015 – 18. Januar 2015                 | 5. IBU-Cup in Ridnaun, 15. Januar 2015 – 18. Januar 2015                   |
| -------------------------------------------------------- | -------------------------------------------------------- | ------------------------------------------------------------------------ | ------------------------------------------------------------------------ | -------------------------------------------------------------------------- |
| Datum                                                    | Disziplin                                                | Erster Platz                                                             | Zweiter Platz                                                            | Dritter Platz                                                              |
| 18. Januar 2015 (So.)                                    | Staffel (2 × 6 + 2 × 7,5 km)                             | DeutschlandAnnika Knoll Karolin Horchler Johannes Kühn Christoph Stephan | FrankreichAnaïs Chevalier Coline Varcin Florent Claude Antonin Guigonnat | RusslandOlga Jakuschowa Jekaterina Jurlowa Timur Machambetow Alexei Slepow |

| 8. IBU-Cup in Canmore, 3. März 2015 – 7. März 2015 | 8. IBU-Cup in Canmore, 3. März 2015 – 7. März 2015 | 8. IBU-Cup in Canmore, 3. März 2015 – 7. März 2015                        | 8. IBU-Cup in Canmore, 3. März 2015 – 7. März 2015                          | 8. IBU-Cup in Canmore, 3. März 2015 – 7. März 2015                           |
| -------------------------------------------------- | -------------------------------------------------- | ------------------------------------------------------------------------- | --------------------------------------------------------------------------- | ---------------------------------------------------------------------------- |
| Datum                                              | Disziplin                                          | Erster Platz                                                              | Zweiter Platz                                                               | Dritter Platz                                                                |
| 7. März 2015 (Sa.)                                 | Staffel (2 × 6 + 2 × 7,5 km)                       | FrankreichAnaïs Chevalier Marine Bolliet Baptiste Jouty Antonin Guigonnat | ÖsterreichChristina Rieder Susanne Hoffmann Michael Reiter Friedrich Pinter | ItalienAlexia Runggaldier Federica Sanfilippo Pietro Dutto Giuseppe Montello |